# Jakub Przybylski (działacz śpiewaczy)
Jakub Przybylski (pseud. Kuba, ur. 4 lipca 1876 w Jaszkowie, zm. 5 sierpnia 1949 w Poznaniu) – polski działacz śpiewaczy.

## Życiorys
W 1893, w wieku 17 lat, wyemigrował do Oberhausen w Zagłębiu Ruhry. Odbył służbę wojskową i zamieszkał w Essen. W 1900 był tam współzałożycielem polskiego chóru Dzwon. W 1906 brał udział w zakładaniu Związku Polskich Kół Śpiewaczych w Westfalii-Nadrenii. Od 1906 do 1911 był kolejno sekretarzem i prezesem okręgu nadreńskiego tej organizacji. Od 1911 do 1913 był wiceprezesem Związku Polskich Kół Śpiewaczych, a od 1913 prezesem związku. W 1920 skupił w organizacji 8300 śpiewaków w 133 kołach. Na stanowisku prezesa pozostawał do 1939, kiedy to wraz z innymi dwustoma działaczami śpiewaczymi został przez Niemców zesłany do ich obozu koncentracyjnego w Sachsenhausen. Obóz przeżył. W 1945 zajął się wznawianiem polskiego ruchu śpiewaczego w Nadrenii Północnej-Westfalii. Został także prezesem Związku Polaków w Niemczech z siedzibą w Bochum. W 1946 powrócił do Polski, gdzie zajmował się akcją ściągania Polaków z Nadrenii i Westfalii. Zmarł nagle w Poznaniu. Jego pogrzeb odbył się z udziałem kilkutysięcznego tłumu reemigrantów z całej Polski.

## Odznaczenia
Został odznaczony:
- Złotą Odznaką Śpiewaczą I stopnia (1936),
- odznaką Wiary i Wytrwania przyznawana przez Związek Polaków w Niemczech (1938),
- Orderem Odrodzenia Polski (1947)[1].